# Savannah (kattenras)
De Savannah (Felis catus × Leptailurus serval) is een hybride raskat, ontstaan uit kruisingen van een serval met een gedomesticeerde kat. De hybride nakomelingen uit de eerste generatie werden weer gekruist met gedomesticeerde raskatten en later wederom met Servals, onderling en met andere raskatten. Sinds 2012 is er door de overkoepelende organisatie The International Cat Association (TICA), waarbij de meeste fokkers wereldwijd hun dieren registreren, enkel toegestaan de Savannah onderling te kruisen of met een Serval.

## Geschiedenis
Een Savannah is een kruising tussen een gedomesticeerde kat en de serval, een middelgrote wilde Afrikaanse kat met grote oren. De kruising en de verdere nafok ervan werd populair onder fokkers aan het einde van de jaren 1990 en in 2001 volgde een voorlopige erkenning door de Amerikaanse overkoepelende organisatie TICA en in mei 2012 werd het ras volledig erkend en mag het meedoen voor punten aan de door TICA georganiseerde kattententoonstellingen.
Judee Frank, een Amerikaanse fokker van Bengaalse katten kruiste een mannelijke serval met een Siamees. De hieruit komende hybrides werden geboren op 7 april 1986 en kregen de naam Savannah. Een van de kittens ging naar een andere fokker, Patrick Kelley.  Kelley was een van de eerste fokkers die naar een nieuw type kat, gebaseerd op een serval/gedomesticeerde kat kruising, toewerkte. Hij benaderde particulieren die wilde servals fokten in de Verenigde Staten om mee te helpen met het ontwikkelen van deze nieuwe kruising. Uiteindelijk verkreeg hij hulp van fokster Joyce Sroufe die met hem de stappen nam om het ras erkend te krijgen. In 1996 schreven Kelley en Sroufe samen de originele versie van de standaard voor het Savannah ras en presenteerden deze aan het bestuur van TICA. Vijf jaar later accepteerde het bestuur de kat voor registratie. De Savannah-kat wordt ook commercieel gefokt en aangeboden door verschillende bedrijven onder verschillende 'merknamen' zoals Ashera.

## Uiterlijk

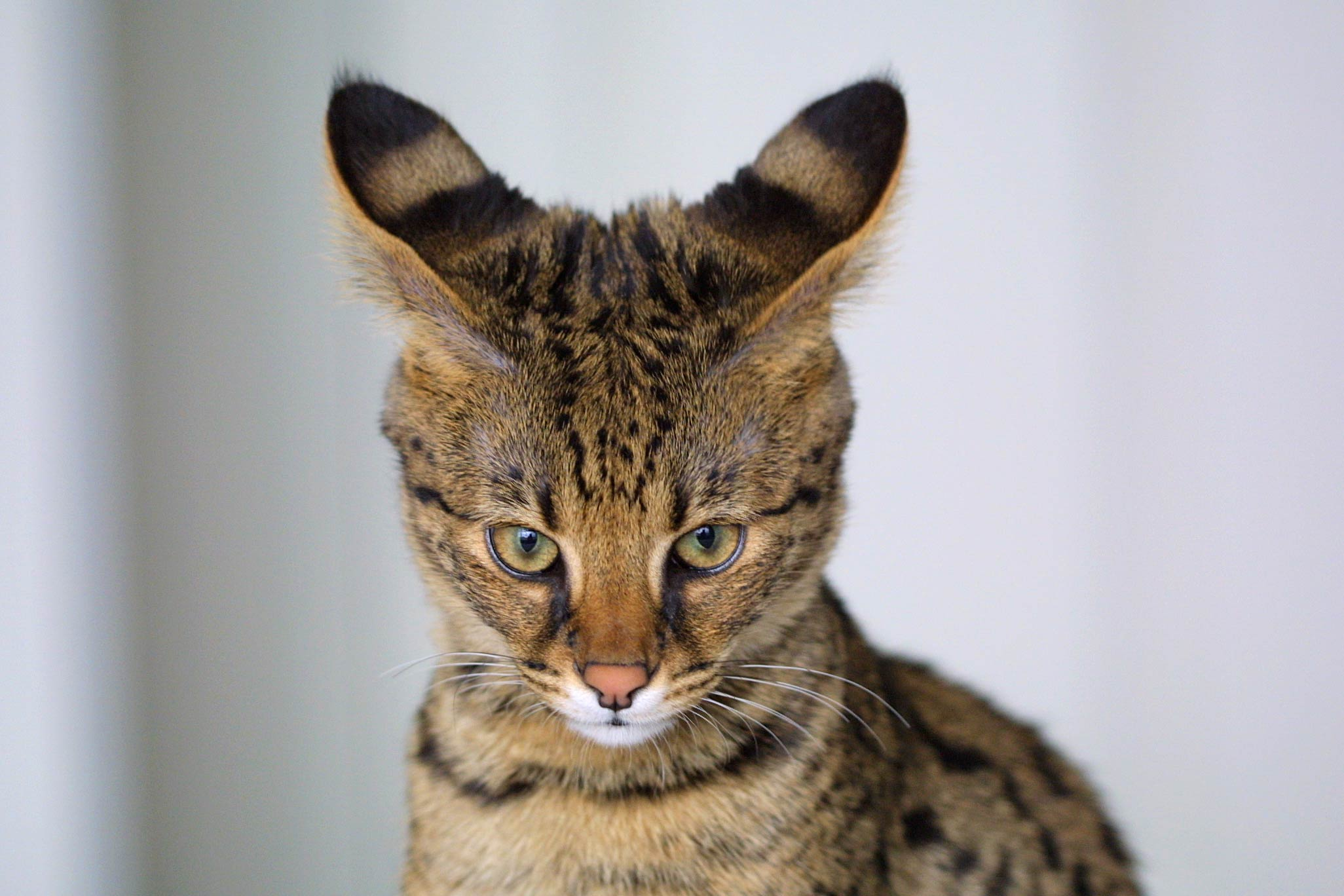
Close-up van een vier maanden oude F1 Savannah met de kenmerkende oogvlekken en vlekkenpatronen

Door het lange en slanke uiterlijk lijkt het dier groter dan het is. Grootte is erg afhankelijk van generatie en geslacht. Mannelijke eerste generatie (F1) kruisingen tussen een Serval en een gedomesticeerde kat zijn normaliter het grootst. Ook dieren uit de tweede generatie nafok (F2) zijn groter dan volgende generaties omdat bij hen de genetische invloed van de Serval het grootst is. Mannelijke Savannahs lijken groter te zijn dan de vrouwtjes. De eerste generaties kunnen 9 kilo of meer wegen. Latere generaties wegen tussen de 3 en 13 kilo. Omdat verschillende factoren de genen beïnvloeden kunnen zelfs Savannahs uit hetzelfde nest verschillen van grootte en gewicht.
De vacht van een Savannah hangt af van de gedomesticeerde kat die gebruikt is voor de kruisfok. Eerdere generaties hebben een soort zwarte stippen op een lichtere vacht. Veel fokkers werken met gestipte kattenrassen met een 'wild' uiterlijk zoals de Bengaal en de Egyptische Mau, om deze kenmerken te behouden in latere generaties. De TICA fokstandaard beschrijft een bruingestipt streeppatroon, van koud naar warmbruin, getint of goud met zwarte of donkerbruine stippen en een zwarte smoke, zwartgestipt zilver met zwarte puntjes. Daarnaast kan het fokproduct ook andere kleurenvariaties hebben, zoals klassieke of marmer cyperpatronen en sneeuwkleurige, blauwachtige of andere verdunde kleuren afgeleid van vachten van gebruikte gedomesticeerde katten. De meeste fokkers verkopen dieren met non-standaard kleuren als huisdier, maar sommige zijn geïnteresseerd in deze kleuren om te komen tot nieuw kenmerk.
Over het algemeen hangt het uiterlijk van individuele Savannah sterk af van de generatie, een hoger percentage serval geeft een meer 'wilde look' doordat de gedomesticeerde fokkat ook het uiterlijk beïnvloedt. De door TICA toegestane gedomesticeerde raskatten om te gebruiken in de fokkerij ervan zijn de Egyptische Mau, de Ocicat, de Oosterse Korthaar en de Europese Korthaar. Er zijn ook fokkers die door de organisatie niet toegestane rassen gebruiken om te kruisen. Dit zijn bijvoorbeeld de Bengaal (voor grootte en vlekkenpatroon) en de Maine Coon (voor de grootte). Ook worden er kruisingen tussen Savannah's onderling ondernomen en kruisen fokkers nog steeds Savannahs met wilde Servals.
Het uiterlijk van een Savannah wordt veroorzaakt door de aanwezigheid van veel kenmerken van de Serval. De meest prominente zijn de verschillende kleurpatronen, het lange lichaam, de breedte van het dier, de grote staande oren, de zeer lange benen, de dikke concave neus en de diepliggende ogen. Het lichaam van de Savannah is lang en langbenig wanneer de kat staat. Zijn achterwerk is dan soms licht overbouwd. De schouders kunnen wel tot 45 cm hoog worden. Het kleine hoofd is eerder langer dan breed en staat op een lange slanke hals. Een kater wordt meestal zo'n tien kg zwaar, terwijl de vrouwtjes zo'n acht kilo worden. De achterkant van de oren van de Savannah hebben oogvlekken. Een centrale lichte streep begrensd door zwarte, donkergrijze of bruine haartjes zorgen voor dit oogachtige effect. De korte staart heeft zwarte ringen, met een stevige zwarte punt. De ogen zijn blauw als ze kitten zijn (zoals andere kattensoorten) en kunnen groen, bruin, goud of een gemengde tint worden als ze volwassen zijn. De ogen hebben een boomerang-vorm en zijn enigszins diepliggend om ze te beschermen tegen fel zonlicht. Idealiter lopen zwarte of donkere 'scheur'-patronen of Cheetah-tranen vanaf de ooghoek aan de zijkanten van de neus naar de snorharen net zoals bij een cheetah.
De meeste Savannahs met een Serval-ouder zullen veel of alle van deze eigenschappen bezitten, terwijl die aanwezigheid vaak vermindert bij latere generaties. Omdat het een hybride is kan het uiterlijk sterk variëren.

## Karakter

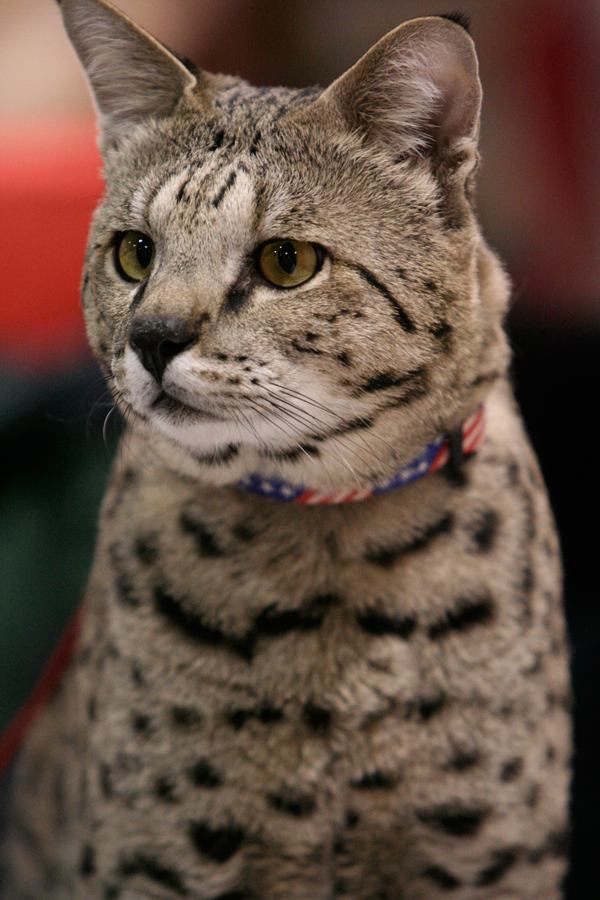
Een negen kilogram zware F2 Savannah

Savannahs worden vaak vergeleken met honden qua loyaliteit. Zo zullen zij hun eigenaars volgen, in en rond het huis, en kunnen ze ook worden getraind om aan de leiband te lopen.
Sommige Savannahs worden beschreven als sociaal en vriendelijk naar mensen, andere katten of honden toe, terwijl andere dieren wegrennen, verstoppen, sissen en grommen bij het zien van een vreemde. Blootstelling aan andere mensen en huisdieren is waarschijnlijk de belangrijkste factor wat betreft socialiseren als Savannahkittens opgroeien.
Een vaak opgemerkte eigenschap van de Savannah is het springvermogen. Ze staan bekend om te springen op deuren, koelkasten en hoge kasten. Sommige Savannahs kunnen hoog springen vanuit een staande positie. Savannahs zijn erg nieuwsgierig en staan erom bekend dat ze hierdoor in de problemen kunnen komen. Zo leren ze vaak hoe ze deuren en kasten moeten openen.
Veel Savannah-katten hebben geen watervrees en zullen ermee spelen of zichzelf zelfs onderdompelen in water. Sommige eigenaren douchen zelfs met hun Savannahs. Een waterbak aan een Savannah geven kan ook als uitdaging gezien worden; sommige Savannahs zullen onmiddellijk beginnen te badderen met hun voorpoten totdat de bak leeg is. Een andere eigenaardigheid die Savannahs hebben is dat ze de basis van hun staart laten kwispelen tijdens een groetritueel. Dit moet men niet verwarren met het kwispelen van de staart met rechtopstaande haren over de volledige lengte van de staart als het dier angstig is. Savannahs kwispelen ook met hun staart bij spanning of plezier.
Qua geluiden zullen Savannahs ofwel tjilpen als hun Serval vaders, ofwel miauwen als hun gedomesticeerde moeders. Soms produceren ze geluiden die een combinatie van de twee zijn. Getjilp wordt vaker waargenomen in eerdere generaties. Savannahs kunnen ook 'sissen' (een serval-achtige ruis die heel anders klinkt dan het gesis van een gedomesticeerde kat, het klinkt meer als een zeer luide slang). Het kan alarmerend zijn voor mensen die niet op de hoogte zijn dat de Savannah een dergelijk geluid kan maken.
Omdat de Savannah een kruising is met een wilde kat, hetgeen vanuit ethisch oogpunt voor het welzijn van het dier als ongewenst wordt gezien en ook vanuit het oogpunt van het misbruiken van hybride katten en Servals voor de fok, is het in een aantal staten in Amerika niet toegestaan dit dier te fokken. Ook is het verboden de kat in Australië te importeren. Servals die worden ingezet om Savannahs mee te fokken zijn dieren die in gevangenschap worden gefokt en gehouden door particulieren. Voor het houden van deze Servals en eerste generaties Savannahs zijn grote verblijven nodig.

## Erkenning en verbod in Nederland
In Nederland is er geen erkenning van deze hybride door de raskattenverenigingen, de Nederlandse koepel Federatie Nederlandse Kattenverenigingen (FNK) of de overkoepelende Europese organisatie FIFe. Dit vanwege de ethische problemen die het inzetten en houden van wilde katten voor fok van gezelschapsdieren met zich meebrengt. De fokkers registreren hun dieren dan ook bij het Amerikaanse stamboek van de TICA. Deze organisatie houdt tevens tentoonstellingen in Duitsland waar enkel dieren waarbij een Serval pas vier generaties weg in de afstamming te vinden is uitgebracht mogen worden.
Met ingang van de Huis- en hobbydierenlijst op 1 juli 2024 zal de Serval (en dus ook hun hybride nakomelingen als de Savannah) in Nederland niet meer gehouden mogen worden. Enkel toegelaten zijn dan nog (huis)katten die behoren tot de gedomesticeerde soort Felis sylvestris catus. Voor dieren welke voor die datum geboren zijn moet de eigenaar kunnen bewijzen dat deze het dier al had en mag het dan houden tot het doodgaat. Fokken met Savannahs en Servals is verboden.